# نشری
مولانا محمت نشری (۱۴۵۰–۱۵۲۰)، مورخ عثمانی، نماینده برجسته تاریخ‌نگاری اولیه عثمانی بود.
اطلاعات بسیار کمی دربارهٔ نشری وجود دارد که نشان می‌دهد او در طول زندگی خود یک شخصیت ادبی بزرگ نبوده‌است. منابع معاصر از او با عنوان معلم یاد می‌کنند که حاکی از آن است که وی دارای مقام بالایی نبوده‌است. او شاهد مرگ سلطان محمد دوم در سال ۱۴۸۱ و شورش‌های جان نثاری پس از آن بود. او به عنوان نویسنده تاریخ جهان نامه شناخته می‌شود. امروزه تنها قسمت ششم و پایانی این اثر حفظ شده‌است. او احتمالاً آن را بین ۱۴۸۷ و فوریه ۱۴۹۳ به پایان رساند.
به گفته مورخ پل ویتک، نشری کار خود را بر اساس کار تاریخ‌نگار اولیه عثمانی عاشق پاشا زاده، فهرستی از اواسط قرن پانزدهم و وقایع نگاری ناشناس اواخر قرن پانزدهم استوار کرد و سه سنت تاریخی اولیه را که در آن زمان رایج بود، در هم آمیخت. متن او منبع اصلی بسیاری از مورخان بعدی، چه عثمانی و چه اروپایی شد.